# Осипов, Иван Иванович
Иван Иванович Осипов (1924—1943) — лейтенант Рабоче-крестьянской Красной Армии, участник Великой Отечественной войны, Герой Советского Союза (1944).

## Биография
Иван Осипов родился 10 апреля 1924 года в селе Уварово (ныне — город в Тамбовской области). Окончил неполную среднюю школу. В 1942 году Осипов был призван на службу в Рабоче-крестьянскую Красную Армию. В 1943 году он окончил Московское военно-инженерное училище. С июля того же года — на фронтах Великой Отечественной войны.
К сентябрю 1943 года лейтенант Иван Осипов командовал взводом 91-го отдельного инженерного батальона 47-й армии Воронежского фронта. Отличился во время битвы за Днепр. В ночь с 25 на 26 сентября 1943 года взвод Осипова, несмотря на массированный вражеский огонь, успешно переправил через Днепр 750 советских бойцов и командиров, а также построил 4 моста, которые затем поддерживал в состоянии работоспособности. 28 сентября 1943 года взвод построил также паромную переправу, благодаря чему на плацдарм удалось перебросить подкрепление. Во время наведения этой переправы Осипов был убит. Похоронен в братской могиле в селе Пекари (ныне Каневского района Черкасской области Украины).
Указом Президиума Верховного Совета СССР от 3 июня 1944 года за «мужество, отвагу и героизм, проявленные в борьбе с немецкими захватчиками» лейтенант Иван Осипов посмертно был удостоен высокого звания Героя Советского Союза. Также посмертно был награждён орденом Ленина.
В честь Осипова установлен бюст на станции Обловка Уваровского района Тамбовской области.